# Clenbuterolo
Il clenbuterolo, spesso commercializzato in forma di sale cloridrato, è un composto broncodilatatore, più precisamente una ammina simpaticomimetica, con attività di tipo agonista, a lunga durata d'azione e selettivo sui recettori β2-adrenergici. Come farmaco viene utilizzato per ridurre il broncospasmo in alcune condizioni patologiche, quali l'asma bronchiale e la broncopneumopatia cronica ostruttiva. In Italia viene commercializzato da varie società farmaceutiche  nella forma farmacologica di compresse, sciroppo oppure di soluzione da nebulizzare.

## Farmacodinamica
Clenbuterolo è una molecola adrenergica, un agonista selettivo dei recettori β2-adrenergici, diffusi in particolare a livello della muscolatura liscia bronchiale. La stimolazione di questi recettori da parte del farmaco comporta un incremento dell'AMP ciclico endocellulare. Questo aumento di AMP ciclico porta all'attivazione della protein chinasi A. Questo enzima inibisce la fosforilazione della miosina e riduce la concentrazione intracellulare di calcio ionico, con conseguente rilassamento e determinazione di un effetto di tipo broncodilatatore portando alla risoluzione del broncospasmo.
Rispetto ad altre molecole con attività β2-stimolante, clenbuterolo si caratterizza per un effetto più prolungato nel tempo e una più marcata broncoselettività. Gli studi sperimentali hanno evidenziato che la molecola non influenza in modo significativo i recettori β1-cardiaci. Tuttavia è necessario ricordare che, pur essendo i recettori beta2-adrenergici predominanti nei bronchi, vi sono evidenze che una popolazione di recettori beta2 è presente anche nel muscolo cardiaco umano, normalmente in una concentrazione compresa tra il 10% e il 20%.
Il farmaco ha anche dimostrato una notevole azione secretolitica ed è in grado di stimolare la motilità delle ciglia vibratili dell'epitelio bronchiale. Clenbuterolo provoca anche un aumento della capacità aerobica, una stimolazione del sistema nervoso centrale, nonché un incremento della pressione sanguigna e del trasporto di ossigeno. Aumenta il tasso di metabolizzazione del grasso corporeo incrementando il metabolismo basale dell'organismo.

## Farmacocinetica
Studi sperimentali hanno dimostrato che dopo l'assunzione di una dose unica di 20 mcg per via orale clenbuterolo raggiunge il picco di concentrazione plasmatica (Cmax) dopo circa 2-3 ore (Tmax) dalla somministrazione. Il legame con le proteine plasmatiche varia tra l'89% e il 98%. L'emivita plasmatica della molecola è di circa 34 ore e la maggior parte della dose somministrata (87% circa) viene a essere eliminata dall'organismo per via renale e per il 43% come farmaco immodificato.

## Tossicologia
La DL50 a seguito di assunzione per via orale nel topo e nel ratto è stata pari a 200 mg/kg peso corporeo.
Studi sperimentali sui ratti hanno evidenziato come la somministrazione protratta (180 giorni consecutivi) di clenbuterolo per via orale sia normalmente ben tollerata e priva di rilevanti effetti tossici o avversi, perfino quando vengano assunte dosi 2.000 volte superiori alla DTD (Delivered Total Dose) massima prevista in campo clinico.

## Usi clinici
Il farmaco viene utilizzato nel trattamento dell'asma bronchiale e della broncopneumopatia cronica ostruttiva (bronchite cronica, enfisema), con componente asmatica o di broncospasmo reversibile.  Può essere anche utilizzato nella prevenzione del broncospasmo associato all'esercizio fisico.
Oltre che per le proprietà di broncodilatazione è stato spesso utilizzato per i suoi effetti tocolitici, in quanto efficace nel determinare un rilassamento della muscolatura liscia uterina, procrastinando così il parto pretermine.

### Off label e doping
Come altri farmaci β2 simpaticomimetici, clenbuterolo è stato utilizzato come farmaco per migliorare le prestazioni atletiche, per i presunti effetti anabolizzanti e per la riduzione del grasso sottocutaneo.
Studi clinici sugli animali avevano infatti dimostrato che la molecola poteva determinare un incremento della massa muscolare, anche se studi sull'uomo non avevano potuto confermare questo aspetto.
Il ciclista spagnolo Alberto Contador fu squalificato per due anni dal ciclismo professionistico dopo essere risultato positivo a un test antidoping nel Tour de France 2010. In seguito fu privato della vittoria al Tour de France del 2010 e del titolo del Giro d'Italia 2011.

## Effetti collaterali e indesiderati
Tra gli effetti collaterali più comuni in corso di trattamento con clenbuterolo si segnalano cefalea, nervosismo, cardiopalmo e tachicardia moderata, che solitamente tendono a scomparire dopo i primi giorni di trattamento, in qualche caso anche riducendo il dosaggio assunto. In alcuni pazienti sono stati segnalati secchezza delle fauci e crampi muscolari, raramente la comparsa di ipersensibilità.
In alcuni pazienti clenbuterolo può comportare la comparsa di tremori a carico della muscolatura scheletrica, in genere più facilmente evidenziabili alle mani. Questo effetto avverso, comune a tutti gli stimolanti beta-adrenergici, è strettamente correlato con la dose assunta.
Così come avviene anche per altre sostanze medicamentose somministrate per via inalatoria, in corso di trattamento con clenbuterolo può manifestarsi broncospasmo paradosso (un respiro gravemente affannoso che compare entro pochi giorni dall’assunzione). In caso di comparsa di questo effetto, è necessario assumere immediatamente un diverso broncodilatatore a rapida insorgenza d'azione, interrompere immediatamente la terapia precedente e iniziarne una alternativa.

## Sovradosaggio
In corso di sovradosaggio da clenbuterolo i segni e sintomi sono in genere transitori e strettamente correlati all'azione del farmaco sui recettori β-agonisti. In letteratura medica è stata segnalata la possibilità di intossicazione alimentare acuta dopo assunzione di carne e fegato di vitello contaminato. Tra gli eventi più temibili in corso di sovradosaggio di clenbuterolo vi è l'ipokaliemia. Ne consegue la necessità di monitorare con attenzione i livelli sierici del potassio. Una volta sospeso il trattamento, in caso di importante sintomatologia cardiaca (in particolare tachicardia, cardiopalmo e simili) si può dover ricorrere all'adozione ulteriore misure, fra cui l'assunzione di β-bloccanti cardio-selettivi. Va ricordata la necessità di grande cautela nel loro utilizzo, stante la possibilità di evocare broncospasmo.

## Gravidanza e allattamento
Gli studi sperimentali sugli animali non hanno evidenziato effetti teratogeni da parte del farmaco. La Food and Drug Administration ha classificato la molecola in categoria C per l'impiego in gravidanza. In questa classe sono inseriti farmaci i cui studi sugli animali hanno rilevato effetti dannosi sul feto, teratogenico/letale o altro, e per i quali non sono disponibili studi controllati in donne oppure farmaci per i quali non sono disponibili studi né sull'uomo né sull'animale. In ogni caso l'uso di clenbuterolo viene sconsigliato nella donna nei primi tre mesi di gravidanza. L'eventuale somministrazione nei periodi successivi di gravidanza dovrà essere oggetto di una attenta valutazione da parte del medico del rapporto beneficio/rischio.

## Utilizzo veterinario
Il clenbuterolo può essere usato nei paesi dove è autorizzato come farmaco veterinario per il trattamento delle allergie del cavallo come broncodilatatore.Il nome commerciale comunemente usato è Ventipulmin. Può essere somministrato per via orale o endovenosa. 
Nel 1965, è stato dimostrato che gli animali alimentati con clenbuterolo aumentavano la massa muscolare e diminuivano i tessuti grassi. Questi effetti anabolizzanti sono simili a quelli prodotti da altri agenti beta-adrenergici come il climaterolo o la ractopamina .
L'utilizzo del clenbuterolo per produrre carne più magra è stato vietato dal 1991 negli Stati Uniti e dal 1996 nell'Unione europea a causa di problemi per la salute dei consumatori di carni derivate da animali con anabolismo aumentato dal clenbuterolo. Questi includono aumento della frequenza cardiaca, tremori muscolari, mal di testa, nausea, febbre e brividi. In diversi casi questi sintomi avversi sono stati temporanei.